# Autocoder

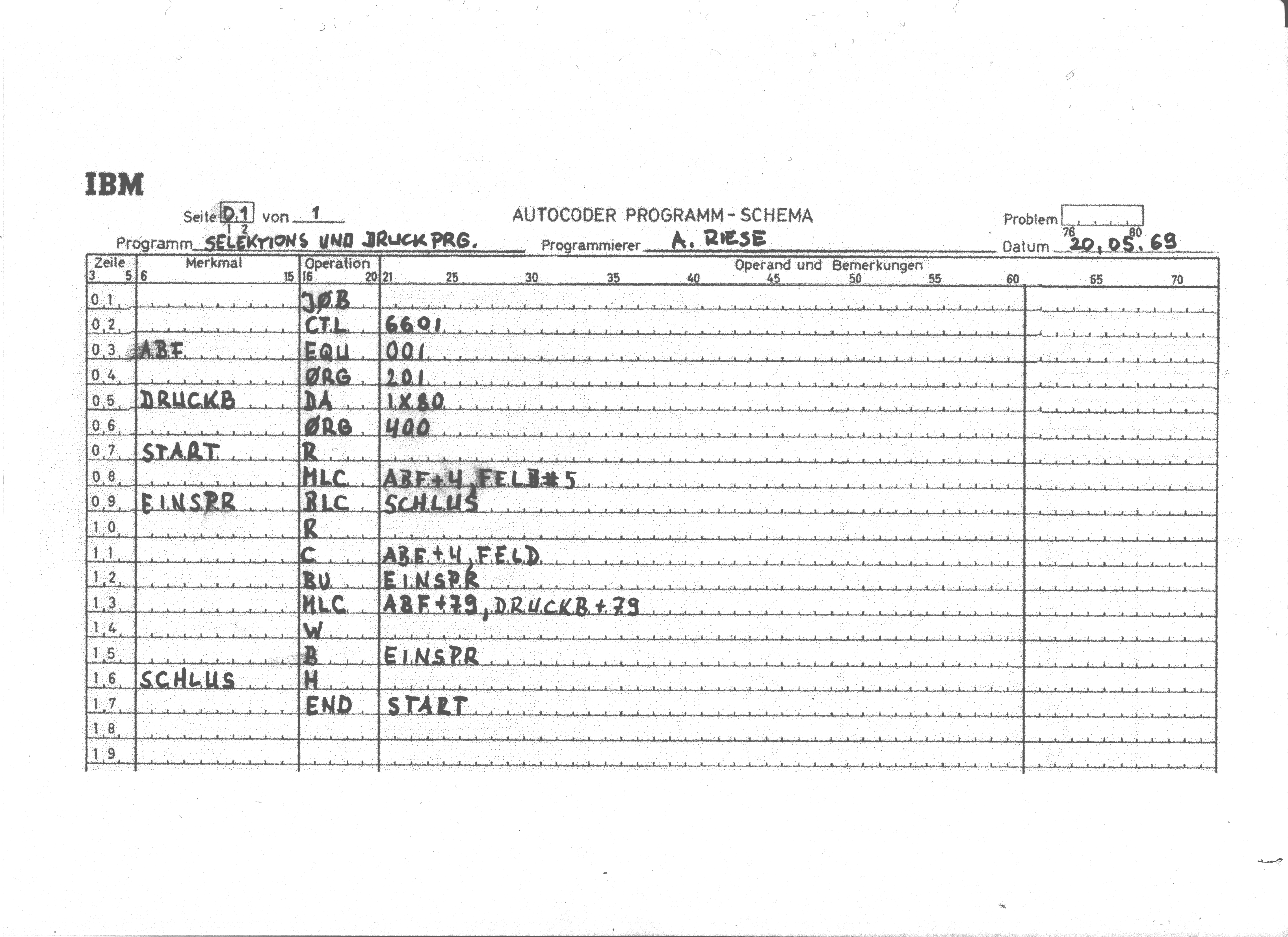
Приклад програми для IBM 1401 AUTOCODER

Autocoder — це будь-яка група асемблерів для ряду комп'ютерів IBM 1950-х і 1960-х років. Можливо, автокодери були першими асемблерами, які надавали функцію макросів.

## Термінологія
Як autocoder, так і не повязаний сучасний йому термін autocode що використовувався в Британії для мов вищого рівня, походять від терміну автоматичне кодування. Переважно таким терміном позначались програми що полегшували працю створення числового машинного коду програм. В деяких середовищах термін "autocoder" загалом міг використовуватись до того що зараз називається макроассемблер.